# Tresdorf (Gemeinde Leobendorf)
Tresdorf ist eine Ortschaft und eine Katastralgemeinde der Marktgemeinde Leobendorf im Bezirk Korneuburg in Niederösterreich. Die Ortschaft hat 754 Einwohner (Stand 1. Jänner 2024). Bis Ende 1971 war Tresdorf eine eigenständige Gemeinde.

## Geografie
Der Ort im Korneuburger Becken liegt im äußersten Osten des Gemeindegebietes und wird durch die Laaer Straße erschlossen, von der im Ort die Landesstraße L1123 abzweigt.

## Geschichte
Am  Teiritzberg 201 m ü. A. im Süden der Katastralgemeinde wurde eine aus prähistorischer Zeit stammande Nekropole entdeckt. Die dort aufgefundene, mit zwei großen Silberblechfibeln bestattete Frau wird der Völkerwanderungszeit zugerechnet.
Laut Adressbuch von Österreich waren im Jahr 1938 in der Ortsgemeinde Tresdorf ein Bäcker, ein Brunnenbauer, ein Fleischer, zwei Gastwirte, drei Gemischtwarenhändler, eine Milchgenossenschaft, ein Schmied, zwei Schneider und eine Schneiderin, zwei Schuster, ein Tischler, vier Versicherungsagenten, fünf Viktualienhändler, ein Wagner und ein Zimmermeister ansässig. Außerhalb des Ortes gab es eine Sandgrube mit Schottergewinnung.
Mit 1. Jänner 1972 wurden im Zuge der Niederösterreichischen Kommunalstrukturverbesserung die bis dahin selbständigen Gemeinden Oberrohrbach und Tresdorf nach Leobendorf eingemeindet.